# Pedagogika kultury
Pedagogika kultury – dział pedagogiki, którego zadaniem jest kształcenie osobowości przez dobra kultury. Człowiek tworzy kulturę, ale i kultura tworzy człowieka, dlatego potrzebne jest zarazem wychowanie do kultury, jak i przez kulturę. Przez to człowiek odróżnia się od innych stworzeń i staje się człowiekiem.
Podstawowym zadaniem pedagogiki kultury jest badanie zjawisk i nurtów kultury: rozpoznawanie ich, ocenianie, by w końcu wyciągać z nich wnioski do wychowania. Istotnym zadaniem jest również takie przygotowanie wychowawców, by mogli wychować młodzież do mądrego korzystania z kultury, do rozróżniania destrukcyjnych i konstruktywnych elementów kultury, oraz by mogli tworzyć kulturę opartą na wartościach wyższych.
Pedagogika kultury kształtuje człowieka w trzech wymiarach: rozumienia dziedzictwa kulturowego, umiejętności wykorzystywania go w życiu codziennym i tworzeniu kultury dla przyszłych pokoleń.
Jednym z zadań pedagogiki kultury jest badanie współczesnych nurtów kulturowych i wyciąganie z nich wniosków dla pedagogiki.

## Pedagogika kultury
Subdyscyplina pedagogiczna, zajmująca się badaniem relacji pomiędzy kulturą a wychowaniem.
Określana jest również jako:
- Pedagogika ludzkiej duchowości – termin zaczerpnięty z języka niemieckiego, oznacza naukę o duchu – tradycyjna nazwa nauk humanistycznych w tym ujęciu pedagogika kultury koncentruje się na całej scenie ludzkiej duchowości;
- Pedagogika humanistyczna – współczesne określenie, ten termin przypisuje pedagogikę do nauk humanistycznych, podkreśla jej humanistyczny charakter. Humanizm i wartości humanistyczne uznaje za podstawę całego systemu pedagogiki kultury (teoria, badania, praktyka);
- Pedagogika osobowości – w tym ujęciu zawiera się relacja kultura–wychowanie–osobowość.

Pedagogika kultury narodziła się na przełomie XIX i XX wieku, rozwijała się w Niemczech – centrum ówczesnej humanistyki. Powstała w opozycji do dominującego wówczas naturalizmu w filozofii, który definiował wszystkie zjawiska działaniem przyrody oraz psychologizmu i socjologizmu w pedagogice, które stosowały jednostronne podejście do badanych zjawisk. Pedagogika kultury sprzeciwiała się jednostronnościom na rzecz holistycznego ujmowania człowieka, uwzględniając trzy wymiary: biologiczny, psychologiczny i społeczny jednocześnie. W Polsce czas świetności pedagogiki kultury przypada na okres międzywojenny (lata 20. i 30.).
Trzy okresy w dotychczasowej historii polskiej pedagogiki kultury:
1. Okres I od momentu powstania do 1948 roku – jest to okres klasycznej pedagogiki kultury, która wówczas zajmowała się duchowością człowieka
2. Okres II od 1949–1989 – okres krytyki pedagogiki kultury i jej upadku, spowodowany przemianami politycznymi w Polsce. Pedagogika kultury kontynuowana była pod innymi nazwami i w ramach innych dyscyplin naukowych jak humanizm socjalistyczny czy pedagogika humanistyczna
3. Okres III od 1989 – okres rewitalizacji, odbudowy oraz dalszego rozwoju pedagogiki kultury, dzięki staraniom prof. Janusza Gajdy.

Komplementarny model współczesnej pedagogiki kultury:
1. Studia nad dziejami myśli pedagogiki kultury i aktualizacja jej założeń
2. Łączenie pedagogiki opisowej z normatywną, tj. opis aktualnego stanu rzeczy oraz formułowanie nowych postulatów humanistycznych, ideałów
3. Tworzenie teoretycznych i metodycznych podstaw praktyki pedagogiki kultury
4. Humanistyczna orientacja w ramach różnych subdyscyplin pedagogicznych (propagowanie humanistyki) oraz interdyscyplinarne podstawy pedagogiki kultury
5. Dwa skrzydła metodologii pedagogiki kultury:

- Filozoficzne – założenia w perspektywie hermeneutycznej i fenomenologicznej
- Empiryczne – oparte na badaniach jakościowych, studiach kulturowo-edukacyjnych.

Przedstawiciele klasycznej pedagogiki kultury i ich dzieła:
- Niemcy:
  - Wilhelm Dilthey – „Wstęp do nauki o ludzkiej duchowości”
  - Eduard Spranger – „Formy życia”
  - Georg Kerschensteiner – „Teoria kształcenia”
- Polska:
  - Sergiusz Hessen – „Podstawy pedagogiki”
  - Zygmunt Mysłakowski – „Pedagogika ogólna”, „Państwo a wychowanie”
  - Bogdan Roman Nawroczyński – „Zasady nauczania”
  - Bogdan Suchodolski – „Uspołecznienie kultury”, „Kultura współczesna a wychowanie młodzieży”
  - Florian Znaniecki – „Humanizm i poznanie”, „Upadek cywilizacji zachodniej”, „Socjologia wychowania”
  - Stefan Szuman – „Talent pedagogiczny”

Kultura w ujęciu pedagogiki kultury:
Pedagogika w analizie zjawisk kulturowych łączy stosowane w innych naukach ujęcia antropologiczne i humanistyczne kultury. Pedagog rozpoczyna od opisu, wyjaśnienia poszczególnych zjawisk następnie wartościuje je. Określa aspekty pozytywne, konstruktywne w danej kulturze, ale wskazuje również co należy przekształcić, a nawet wyeliminować. Podstawą wartościowania w pedagogice kultury jest humanizm i jego założenia. Wyróżnia się kulturę obiektywną (odnoszącą się do grup społecznych, w których żyjemy) i kulturę subiektywną (odnoszącą się do człowieka, pojawia się koncepcja „kultury w człowieku”).
Osobowość w ujęciu pedagogiki kultury:
Pedagogika kultury definiuje osobowość jako harmonijną i zarazem indywidualną strukturę duchową jednostki ludzkiej. Proces jej kształtowania nigdy się nie kończy albo się jednostka doskonali albo ulega destrukcji, wymaga stałego potwierdzania w czynach i postawach jednostki. Pedagogika kultury wyróżnia trzy fazy rozwoju człowieka. Pierwsza faza: anomia to okres wczesnego dzieciństwa, w którym dziecko nie posiada i nie przestrzega żadnych norm moralnych. Faza druga: heteronomia jednostka jest posłuszna prawom/normom nadawanym z zewnątrz przez rodziców, nauczycieli lub rówieśników. Faza trzecia: autonomia jednostka postępuje według własnych, samodzielnie ustalonych norm, tzw. wolność wewnętrzna.
Wychowanie w ujęciu pedagogiki kultury:
Jest to proces pełno życiowy (dokonuje się poprzez wszystkie dziedziny, aspekty życia) i całożyciowy (trwa od narodzin do śmierci). Sergiusz Hessen wyróżnia trzy poziomy bytu ludzkiego i odpowiadające im trzy oblicza/poziomy wychowania. Na poziomie bytu biologicznego wychowanie to pielęgnacja i tresura, nauka podstawowych czynności życiowych i opieka. Na poziomie bytu społecznego wychowanie to urabianie, przekazywanie norm społecznych, wzorów zachowań, przygotowanie do życia w społeczeństwie. Na poziomie bytu duchowego wychowanie utożsamiane jest z kształceniem.Kształcenie się osobowości jednostki, prowadzące do jej autonomii, pełni życia i samorealizacji.
Pedagogika kultury swoje podstawowe twierdzenia opiera na triadzie:
Kultura-kształcenie-osobowość – człowiek żyje w określonych warunkach kulturowych, które wywierają duży wpływ na jego osobowość. Pedagogika kultury bazuje na dobrach kultury. Poprzez przeżywanie i rozumienie tkwiących w niej wartości kształtuje osobowość jednostek. Potencjały wychowawcze dostrzega przede wszystkim w klasyce, ale nie odrzuca kultury współczesnej, w której również wyróżnia pozytywne wartości.
Wychowanie estetyczne:
Podstawową kategorią w wychowaniu estetycznym jest kategoria piękna. Podstawowy obszar to sztuka i przyroda.
Wyróżnia się dwa zakresy:
1. Wychowanie przez sztukę – wykorzystywanie kontaktów ze sztuką w różnych oddziaływaniach wychowawczych oraz wspomaganie rozwoju człowieka.
2. Wychowanie do sztuki – przekazywanie wiedzy, rozwijanie umiejętności artystycznych oraz wdrażanie do aktywności twórczej.

Podstawowe dziedziny wychowania estetycznego:
- wychowanie literackie
- taneczne
- muzyczne
- plastyczne
- teatralne
- filmowe

Wychowanie moralne i edukacja aksjologiczna w ujęciu pedagogiki kultury:
- Wychowanie moralne – to wdrażanie wychowanków do określonego systemu moralnego, etycznego, do systemów wartości społecznie pożądanych.
- Edukacja aksjologiczna – to przekazywanie wiedzy na temat różnych wartości, przygotowanie wychowanków do samodzielnego wyboru wartości oraz ukazywanie konsekwencji różnorodnych wyborów życiowych.

Wychowanie obywatelskie i edukacja narodowa w ujęciu pedagogiki kultury:
- Wychowanie obywatelskie – kształcenie umiejętności życia wśród zróżnicowanych etnicznie grup, promowanie postaw obywatelskich i wdrażanie do obowiązku wobec państwa. Podstawowa kategoria to państwo.
- Edukacja narodowa – budowanie emocjonalnego związku wychowanka z narodem. Podstawowe kategorie: naród, ojczyzna, patriotyzm.

Pojęcie edukacji kulturalnej według Bogdana Suchodolskiego:
Bogdan Suchodolski wyróżnia trzy kręgi edukacji kulturalnej:
- I krąg – działania skoncentrowane wokół kształtowania osobowości wychowanka, opierające się na wartościach humanistycznych. Jest to kształcenie kultury osobistej.
- II krąg – wzmacnianie poczucia tożsamości narodowej i obrona lokalnych tradycji.
- III krąg – ma wymiar globalny, kształcenie bazuje na wspólnotowych, ogólnoludzkich wartościach.

Edukacja regionalna i międzykulturowa w ujęciu pedagogiki kultury:
- Edukacja regionalna – koncentruje się na kulturze lokalnej, regionalnej w aspekcie historycznym, etnograficznym, jak i współczesnym. Przybliża tradycje społeczności lokalnej i wdraża do kultywowania ich.
- Edukacja międzykulturowa – przygotowanie i wdrażanie wychowanków do życia w społeczeństwie zróżnicowanym pod względem etnicznym i kulturowym. Podstawowe wartości: tolerancja i pluralizm kulturowy.

Rola i zadania nauczyciela/wychowawcy z punktu widzenia pedagogiki kultury:
- N/W wprowadza w świat wartości, ukazuje je i przedstawia konsekwencje ich wyborów
- Przybliża wzory, ideały i umożliwia kontakty z dziełami kultury
- Towarzyszy wychowankom w codziennych wyborach
- Stawia nowe zadania, wyzwania wychowankom wspomagając ich rozwój
- Pomaga, podpowiada, ale nie narzuca własnych wartości, pozwala wychowankom samodzielnie podejmować wybory

Różne koncepcje „upowszechniania kultury” w pedagogice kultury:
H. Radlińska i J. Kargul promowali upowszechnianie kultury jako prozelityzm, tj. szerzenie jakieś religii, ideologii, idei oraz pozyskiwanie zwolenników dla niej. Wyróżnia się 2 metody: misjonarska – pokojowe pozyskiwanie nowych zwolenników oraz kulturkampf – wprowadzanie idei za pomocą siłowych metod totalitarnych.
M. Czerwiński i J. Kargul definiowali upowszechnianie kultury jako popularyzację kultury elitarnej, umożliwianie kontaktów szerokiej publiczności z dziełami kultury wysokiej w szczególności z nauką i sztuką profesjonalną.
J. Czerniak i B. Suchodolski określali upowszechnianie kultury jako jej uspołecznienie, tj. aktywizowanie społeczności lokalnej, aby każdy włączył się w działalność kulturalną, wykorzystując swój potencjał. Koncepcja akcentuje kulturę lokalną, regionalną danej społeczności, stanowi pierwowzór współczesnej animacji kulturalnej i społeczności lokalnych.
F. Znaniecki i B. Suchodolski w upowszechnianiu kultury widzieli działania mające na celu nasycenia wartościami humanistycznymi cywilizację zdominowaną przez technikę stąd upowszechnianie kultury traktowali jako humanizację cywilizacji naukowo-technicznej.
J. Kmita i J. Gajda przez upowszechnianie kultury rozumieją jako upowszechnianie uczestnictwa w kulturze, stąd działania upowszechnieniowe to działania zmierzające do poszerzenia kręgu aktywnych odbiorców/uczestników kultury, to również działania zmierzające do przygotowania jednostek do aktywnego odbioru kultury.
S. Szuman i T. Aleksander określali upowszechnianie kultury jako udostępnianie i uprzystępnianie. Udostępnianie, czyli stwarzanie warunków aby dzieła kultury stały się przedmiotem bezpośredniego oddziaływania na odbiorcę szerokiego. Uprzystępnianie to przygotowanie do odbioru i rozumienia dzieł kultury.
I. Wojnar w upowszechnianiu kultury widzi działania mające na celu uszlachetnianie współczesnej kultury poprzez promowanie wartościowej oferty, stąd upowszechnianie kultury traktuje jako wzbogacanie oferty kulturalnej.
K. Korniłowicz traktuje upowszechnianie kultury jako upowszechnianie twórczości, czyli tworzenie warunków oraz działania pomocowe wszystkim zainteresowanym podejmowaniem i rozwijaniem własnej aktywności twórczej.
Dz. Jankowski przez upowszechnianie kultury rozumie prowadzenie przez państwo polityki kulturalnej z jednej strony restrykcyjnej, ograniczającej niepożądane wzorce z drugiej strony protekcyjnej, wspierającej wzory/wartości istotne dla współczesnej kultury, tj. tradycję, kulturę narodową.
Koncepcja upowszechniania kultury jako ingerencja w procesy dyfuzyjne.